# Cheiracanthium gobi
Cheiracanthium gobi är en spindelart som beskrevs av Schmidt och Barensteiner 2000. Cheiracanthium gobi ingår i släktet Cheiracanthium och familjen sporrspindlar. Inga underarter finns listade i Catalogue of Life.